# Klub der Gesetzesfreunde
Der Klub der Gesetzesfreunde (frz. Societé des Amis de la Loi) war ein ephemerer politischer Klub, der sich im Januar 1790 gründete. Führend waren darin Gilbert Romme und Anne-Josèphe Théroigne, die den Klub gegründet hatten, um die Bevölkerung um die Fortschritte in der Nationalversammlung zu unterrichten. Die sich dabei schon abzeichnende Popularität Rommes führte ihn im September 1791 dann in die Legislative.
Schon im April 1790 ging der Klub im Klub der Cordeliers auf.